# Персидская кошка

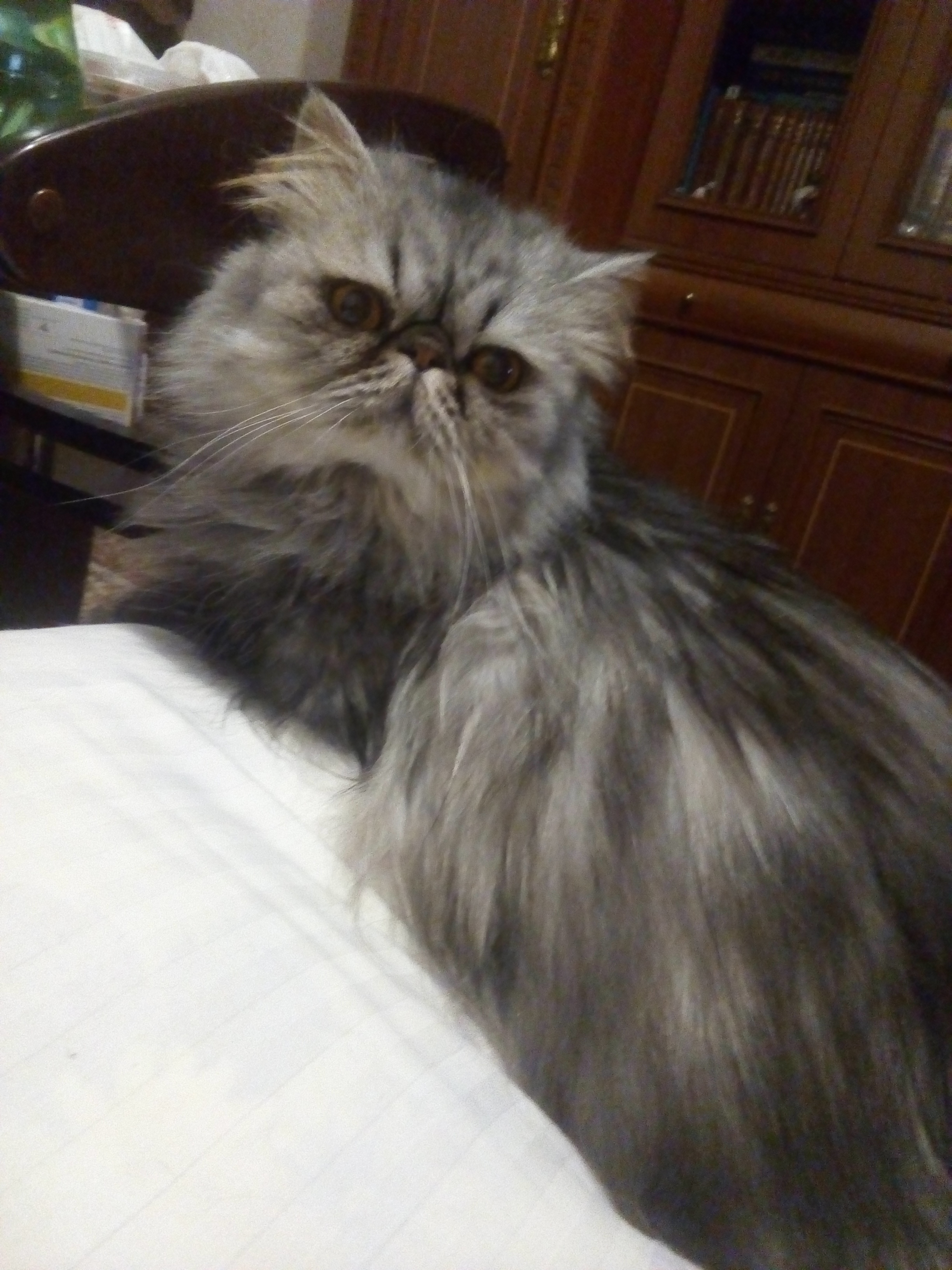
Персидский кот американского типа (экстремал)

Персидская кошка (перс. گربهٔ ایرانی ‎ / Gorbe-ye irāni, «иранский кот») — порода длинношёрстных кошек, одна из старейших и самых популярных в мире.

## Характер
Персидские кошки не могут жить вне дома.
В целом кошки этой породы довольно своенравны и упрямы. При этом они довольно уравновешены. Они не склонны к активной агрессии, и хотя могут за себя постоять, чаще просто избегают контактов с теми, кто им не нравится. Иногда могут мстить.
Очень спокойны. Их голос редко слышится. Персы спокойно и настойчиво просят обратить внимание на них: они сидят около хозяина и пристально глядят ему в лицо. Они сопровождают всех домашних из комнаты в комнату. Не боятся детей, но и большой любви к ним не питают.
Несмотря на то, что персы считаются вечно лежащими «диванными» кошками, они могут быть достаточно подвижны, когда с ними играют. Даже взрослые кошки с воодушевлением носятся за мячиком. Также любят ловить насекомых, случайно залетевших в дом.
Персы любопытны от природы, и любят обследовать все новые и незнакомые для них уголки комнаты.

## История
В 1933 году в одном из самых крупных питомников Европы была выведена порода «экзотик». По типу и характеру она соответствует персидской кошке, но у них короткая, толстая, «плюшевая» шерсть. 
Около 1970 года в Америке возникло много питомников персидских кошек, что привело к изменениям породы не в лучшую сторону, так как многие кошки с селекционными недостатками продавались в Европу. Около 20 лет назад специалистам в Европе удалось вывести типичную, соответствующую стандартам породы, здоровую кошку.
В Советском Союзе первые персидские кошки появились только в конце 80-х годов прошлого века. Они были привезены из Европы дипломатами и были большой редкостью. В начале 90-х годов порода стала распространяться по стране, оставаясь при этом дорогим удовольствием.

## Внешний вид

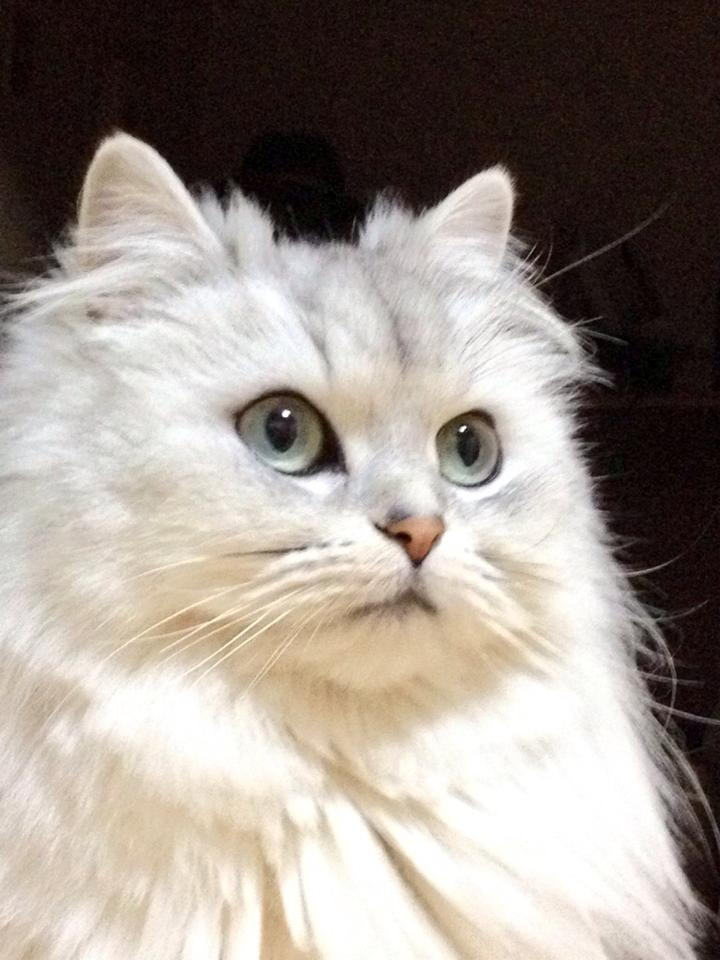
Шиншилла

Сейчас существует около 100 разновидностей этих кошек по окрасу. Встречается чёрная, белая, серая, голубая, красная, кремовая, рыжая, лиловая кошка. Цвет глаз тёмно-оранжевый, голубой, медный, зелёный. Кошки определённого окраса имеют присущий им цвет глаз. Кошки одноцветной масти не должны иметь пятен и оттенков. Маркировка кошек с отметинами на голове, лапах и хвосте называется колор-пойнт.
Отличительным признаком породы является маленький, широкий и курносый нос. Тип кошек с очень маленьким, вздёрнутым носиком называют «экстремальным», а относительно длинным и слегка вздёрнутым носиком — «классическим». Также выделяются короткие и мускулистые лапы.
Экстремальный тип разводится в основном в США, а классический — в Европе.
Вес взрослой кошки может достигать 7 килограммов.
Слишком плоский или слишком высокий череп, слезящиеся глаза, затруднённое дыхание, слишком лёгкое или растянутое тело относятся к серьёзным недостаткам, ровно как и слипшаяся, излишне напудренная или неровная шерсть. Наиболее частые недостатки кондиции — это колтуны или проплешины после вычёсывания колтунов.

### Стандарт WCF (World Cat Federation)
- Тело: крупное и средней величины, приземистое, на низких и устойчивых лапах. Между когтями желателен пучок шерсти. Грудь и плечи широкие, мускулистые и массивные.
- Шерсть длинная, до 12 см, густая, тонкая и шелковистая по структуре, длинный воротник на шее, плечах и груди. Также нуждается в ежедневном расчёсывании.
- Хвост пушистый, недлинный, с слегка закруглённым кончиком.
- Голова круглая и массивная, пропорциональная, очень широкий череп.
- Лоб выпуклый.
- Щёки полные.
- Нос короткий, широкий, слегка курносый. Спинка носа широкая. Ноздри хорошо открыты, что обеспечивает беспрепятственный приток воздуха.
- Подбородок — крепкий.
- Челюсти широкие и крепкие.
- Уши маленькие, очень широко поставленные и расположенные довольно низко на черепе. Кончики слегка закруглённые, с красивыми пучками шерсти.
- Глаза большие, круглые и открытые, блестящие и выразительные, широко расставленные. Могут быть голубыми, оранжевыми или разноцветными.

Для каждого окраса существуют свои критерии.

## Разновидности

### Кошка персидская белая

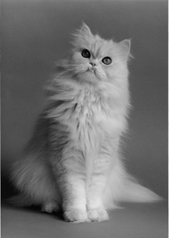
Персидская белая кошка

Шерсть длинная, с густым, очень мягким подшёрстком. Глаза округлые, большие, тёмно-голубые, тёмно-оранжевые, также может обладать разноокрашенными глазами (один глаз — тёмно-голубой, другой — тёмно-оранжевый). Окрас шерсти чисто белый, без примеси других цветов или оттенков. Мочка носа и подушечки лап розовые. У молодняка могут быть чёрные, голубые, красные или кремовые пятна на голове, которые с возрастом пропадают.
Голубоглазые белые персидские кошки могут быть глухими от рождения. Этот недостаток доставляет хозяевам много хлопот. Быть владельцем глухой кошки — значит оберегать её от дорожных происшествий и других непредвиденных ситуаций, поэтому лучше держать такую кошку дома. Глухие кошки тяжело вступают в контакт с другими кошками и, поскольку не слышат предупреждающих или угрожающих звуков, вынуждены ориентироваться по мимике и жестам. Если глухотой страдает мать, то надо положить её на твёрдую поверхность, чтобы она могла ощущать вибрацию от звуков своих котят. Следует заметить, что от двух родителей с нормальным слухом могут родиться глухие котята, но бывает, что глухие с рождения котята, вырастая, обретают слух (особенно, если у них на голове при рождении имеется тёмное пятнышко). Не следует скрещивать вместе глухих кошек и котов, поскольку это может привести к появлению на свет слабого потомства.
Поскольку солнечный свет не оказывает особого вреда для шерсти, то не нужно держать кошку постоянно взаперти.
FIFe и WCF признают белую разновидность породы «персидская кошка», но не выделяют её в отдельную породу.

### Персидская чёрная

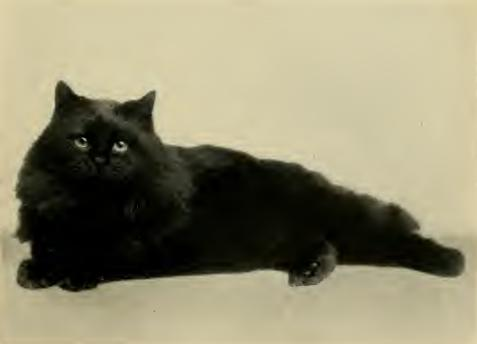
Персидская чёрная кошка

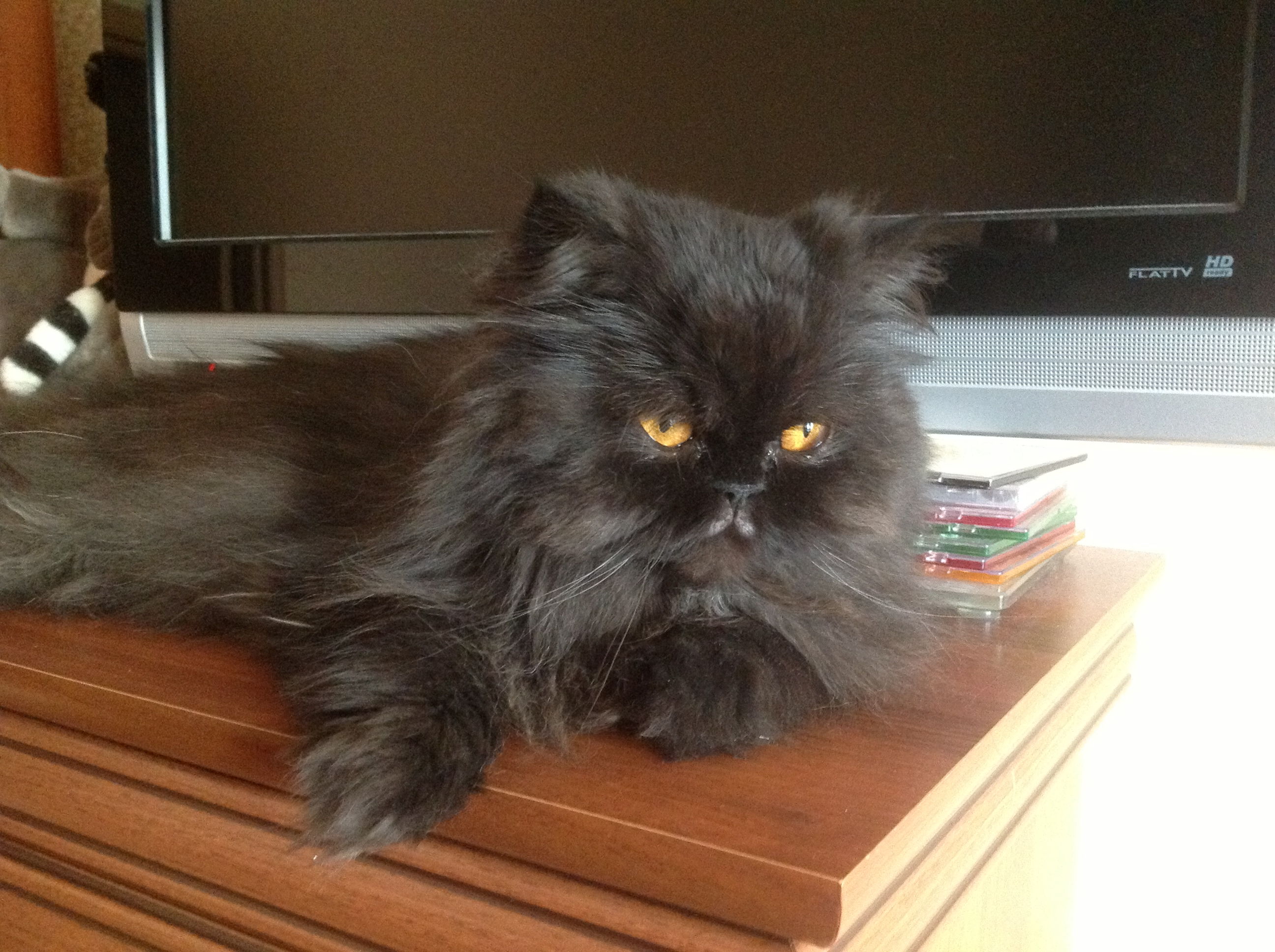
Чёрная персидская кошка с недостатками окраса (белые волоски и седина)

Окрас шерсти чёрный, как вороново крыло, от кончиков до корней волос без серого подшёрстка и отдельных белых волосков. Бурый цвет или ржавый оттенок цвета шерсти — недостаток. Мочка носа и подушечки лап — чёрные или серовато-чёрные. Цвет глаз — ровный медный или тёмно-оранжевый. Шерсть молодняка в возрасте до шести месяцев часто имеет довольно плохой окрас. Могут встречаться вышеперечисленные недостатки окраса шерсти. Однако это не должно служить поводом для выбраковки молодняка: с возрастом окрас, как правило, улучшается.
Солнечный свет пагубно влияет на окрас шерсти, поэтому желательно не допускать её к окнам и не выходить с ней на улицу.

## Уход и содержание
Это одна из самых сложных в уходе пород. За шерстью кошки нужно каждый день тщательно ухаживать, иначе она спутывается, подшёрсток сваливается, образуются многочисленные колтуны. Следует ежедневно припудривать шерсть тальком или специальным порошком на меловой основе, затем тщательно вычёсывать его гребнем или щёткой. Кроме этого требуется регулярное мытьё.
Кроме шерсти у этих кошек есть два существенных недостатка, возникших в результате селекции. Это дефект носовой перегородки из-за сплюснутого носа, из-за чего кошки постоянно сопят и даже храпят, и постоянные выделения из глаз из-за перекрытия слёзных желез.
Для того чтобы кошка всегда была ухоженная, понадобятся следующие предметы:
расчёска с редкими и густыми зубцами, щётка с металлической и натуральной щетиной, зубная щётка, перчатка для груминга, замшевая салфетка, ножницы с тупыми концами, резиновая щётка.
Для котов с короткой шерстью подойдет перчатка для груминга, замшевая салфетка, расчёска.